# Бёюк-Зиря
Бёюк-Зиря (азерб. Böyük Zirə adası, до 4.02.1991 года — Наргин) — остров в Каспийском море у южного побережья Апшеронского полуострова. Один из островов Бакинского архипелага. Расположен в южной части Бакинской бухты, близ города Баку. Прежнее название — Нарген или Наргин.

## Топоним
Современное название острова — «Бёюк-Зиря», которое являлось также первоначальным названием, происходит от слияния двух слов, азербайджанского «бёюк» (азерб. «böyük»), что означает «большой» и арабского слова «джазиря», что означает «остров».
Большинство названий островов Бакинского архипелага, в том числе и Бёюк-Зиря, было изменено русскими, в частности казаками, появившимися на Каспии в XVII веке. Так Бёюк-Зиря стал именоваться Нарген, что было связано с именем Петра I. Считается, что после войны со шведами этот остров напомнил российскому императору по форме остров Нарген (ныне Найссаар), расположенный рядом с Ревелем (нане Таллин) в Финском заливе. Немецкое «Нарген» (нем. Nargen), шведское швед. Nargö и эстонское «Нартинген» означают «узкий пролив». В 1990 году острову Нарген было возвращено его исконное название.

## Стратегическое значение
Остров Бёюк-Зиря, расположенный в Каспийском море, в пятнадцати километрах от Баку, имеет стратегическое значение для Азербайджана и находится в подчинении Министерства обороны Азербайджанской Республики. Остров представляет собой каменистую территорию. В январе 2008 года со стороны ГНКАР было завершено строительство водяной линии от посёлка Локбатан на остров Бёюк-Зиря, протяжённостью 17 км, пролегающей на глубине 12-14 метров.

## История

### Маяк
Маяк на острове начал действовать 11 декабря 1884 года. Был построен на западном плесе острова и обеспечивал судам возможность входа ночью в Бакинскую бухту. Представлял собой одноэтажное каменное жилое здание с трёхметровой башней на крыше, где и находился фонарь. Путь кораблям освещали керосиново-фитильная горелка, а затем газовый фонарь, со светооптическим аппаратом 4-го разряда, который был специально изготовлен в Швеции.
В 1941 году, в связи с началом Великой Отечественной войны, здание маяка было взорвано по приказу советского военного командования. Так как здание маяка могло явиться хорошим ориентиром для немецкой авиации, на острове начали устанавливаться зенитные орудия для защиты Баку от воздушных налётов немецких бомбардировщиков. Маяк был восстановлен лишь в 1958 году и действует и по настоящее время. На возвышенности средней части острова была построена каменная 18-метровая башня, оснащенная сложной оптико-навигационной системой. Обслуживание маяка происходит вахтенным способом, персонал сменяется каждые две недели. Свет от маяка виден на расстоянии 20-30 км от Баку. Питание маяка обеспечивается солнечными батареями, которые дают заряд до 7 суток а также дизельным генератором.

### Первая мировая война
Во время Первой мировой войны остров Нарген стал свидетелем некоторых трагических событий в истории Азербайджана и Турции. В начале 1915 г. здесь был создан пересыльный лагерь, через который в 1915-17 гг. прошло более 20 тыс. пленных турецких солдат и офицеров (чуть меньше половины всех турецких военнопленных в России). Также здесь содержались интернированные граждане российского, турецкого и персидского подданства, а кроме того — германские и австро-венгерские военнопленные. По некоторым данным, в большинстве своём военнопленные погибали от голода, обезвоживания организма, укусов змей, а также убийств и пыток, совершаемых тюремной охраной. По словам депутата и советника кабинета министров Турции Гюнруда Запсу, его дед Абдуррагим Запсу также содержался в плену на острове Нарген, и ему удалось бежать с помощью одной из медсестёр. Из адского острова, при содействии местных жителей, удалось также сбежать турецкому пилоту Веджихи Хюркушу, о жизни которого в Турции собираются снять фильм.
Вместе с тем российские документы не подтверждают данное утверждение: хотя в некоторые случаях вспыхивали эпидемии тифа и холеры, а санитарное состояние до начала 1916 г. оставляло желать лучшего, российские власти старались по возможности заботиться о военнопленных. К ноябрю 1916 г. была создана основная инфраструктура для обеспечения здоровья пленных, а именно: обустроенные бараки, большая церковь, баня, прачечная, помещения для электрической станции и водокачки, хлебопекарня, холодильник опреснителя, электрическое освещение по всему острову, портяжная и сапожная мастерские.
По заказу Министерства культуры и туризма Турции был снят документальный фильм, в котором отражены трагические события, которые пережили турецкие солдаты на острове Нарген в начале XX века. В фильме под названием «Адский остров Нарген» были использованы архивные документы и кадры тех лет, а также воспоминания 11 турецких солдат, находившихся в лагерях на острове Нарген и сумевших вернуться на родину живыми. В последние годы в Турции все чаще звучит идея о том, чтобы на острове Нарген воздвигнуть памятник погибшим турецким солдатам. В частности с таким предложением выступил депутат Великого национального собрания Турции Турхан Чомез.

### Жертвы репрессий
В период сталинских репрессий остров Нарген называли азербайджанским Гулагом. Он был местом массовых расстрелов и захоронений жертв сталинско-бериевского террора, которых привозили сюда на баржах.

## Новейшая история
По сообщению Министерства культуры и туризма Азербайджана, на острове Бёюк-Зиря планируется[когда?] строительство современного центра отдыха. Проект, под названием «Остров мечты», оценивается приблизительно в 2 миллиарда долларов США. Комплекс будет включать в себя одну тысячу вилл, три тысячи зданий, международный университет, больницу, гольф-площадку общей площадью 100 гектаров и другие административные и общественные здания и комплексы.